# Окинавская диета
Окинавская диета — тип питания жителей японских островов Рюкю. Названа в честь самого крупного острова архипелага — острова Окинава.
Диета привлекает внимание из-за того, что жители этого региона отличаются повышенным долголетием.
Основана на китайской кухне с добавлением продуктов, полученных из юго-восточной Азии, тихоокеанского региона. Сервировка и способ употребления — японский.
Основной энергетический компонент — сладкий картофель. Также употребляются водоросли (особенно комбу), соя и травы, сопровождаемые рыбой и свининой.
Окинавская диета предполагает потребление цельных и необработанных продуктов. Окинавцы, как правило, потребляют около 1200 калорий в день.